# Ekvivalentnost matrica
U linearnoj algebri, za dvije matrice A i B iste dimenzije kažemo da su ekvivalentne matrice ako vrijedi
A = PBQ
za neke inverzibilne matrice P i Q.
Ekvivalentnost matrica je relacija ekvivalencije.
Svake dvije slične matrice su i ekvivalentne, no obrat ne vrijedi. Ekvivalentne matrice imaju jednak rang i defekt. S druge se strane dokazuje i da je svaka m × n matrica ranga r ekvivalentna m × n matrici čiji su svi elementi nula osim njih prvih r duž glavne dijagonale gdje su jedinice - na taj su način dvije matrice istog formata ekvivalentne ako i samo ako su istog ranga.
Pojam ekvivalentnih matrica se u linearnoj algebri pojavljuje preko elementarnih operacija nad retcima i stupcima matrice (vidi Gaussov postupak eliminacije). Svaka elementarna operacija nad retcima matrice odgovara njenom množenju slijeva jednom od elementarnih matrica, dok svaka elementarna operacija nad stupcima matrice odgovara množenju zdesna jednom od elementarnih matrica. S obzirom na to da se može dokazati da se svaka inverzibilna matrica može predstaviti kao umnožak izvjesnog broja elementarnih matrica, slijedi da su dvije matrice ekvivalentne ako i samo ako se jedna od njih može dobiti od druge slijedom elementarnih operacija nad retcima i stupcima.
Proučavaju se i slijeva-ekvivalentne (odnosno redak-ekvivalentne) i zdesna-ekvivalentne (odnosno stupac-ekvivalentne) matrice. Svaka je matrica slijeva ekvivalentna točno jednoj matrici u po stupcima svedenom ešelonskom obliku ("VSEO", ponekad i "po stupcima kanonskom obliku").